# 庆恕 (清朝宗室)
宗室慶恕（1864年6月13日—1916年10月19日，同治三年五月初十日丑時—民國五年九月二十三日），正紅旗滿洲人，遠支宗室正紅旗第一族毓字輩，城守尉春岱第二子，封爵奉恩將軍。清朝官員，官至二等侍衛、资政院议员。

## 生平
光緒九年（1883年）五月，襲封奉恩將軍。
十二年（1886年），娶嫡妻馬佳氏。
二十五年（1899年），考驗騎馬、步射、騎射，列為一等。五月二十七日，賞給侍衛處二等侍衛，在大門侍衛上行走。
二十八年（1902年）八月，遞補八國聯軍時殉難的堂兄奉恩將軍宗室佐領扎隆阿，兼授正紅旗第一族宗室佐領。
二十九年（1903年）二月，以正紅旗護軍營護軍參領候補。
宣統二年（1910年）四月初一日，欽命為资政院“宗室王公世爵议员”。
民國五年（1916年）九月二十三日，卒，年五十三歲。

## 家庭及關聯
- 十一世祖父：清太祖（1559年—1629年）。
- 十一世祖母：清太祖元妃佟佳氏（1560年—1592年）。
- 十世祖父：禮烈親王代善（1583年—1648年），清太祖皇次子，功封禮親王，諡烈。
- 十世祖母：葉赫那拉氏，葉赫西城貝勒布寨之女，代善繼福晉。
- 九世祖父：穎毅親王薩哈璘（1604年—1636年），功封貝勒，管理禮部，追封穎親王，諡毅。
- 九世祖母：烏拉那拉氏，烏拉貝勒布占泰之女，薩哈璘嫡福晉。
- 八世祖父：順承恭惠郡王勒克德渾（1629年—1652年），薩哈璘次子，功封順承郡王，管理刑部，諡恭惠。
- 八世祖母：噶爾扎氏，公爵祜里泰之女，勒克德渾側福晉。
- 七世祖父：順承忠郡王諾羅布（1650年—1717年），勒克德渾三子，襲封順承郡王，官至杭州將軍，諡忠。
- 七世祖母：石氏，石達之女，諾羅布側福晉。
- 六世祖父：郡王品級錫保（1688年—1742年），諾羅布四子，封順承親王，官至正黃旗蒙古都統、左宗人、靖邊大將軍，因事革爵。
- 六世祖母：舒舒覺羅氏，三等侯偏圖之女，錫保嫡福晉。
- 五世祖父：順承恪郡王熙良（1705年—1744年），錫保長子，襲封順承郡王，官散秩大臣覺羅學總管，諡恪。
- 五世祖母：納喇氏，侍讀學士色爾登之女，熙良嫡福晉。
- 高祖父：順承恭郡王泰斐英阿（1728年—1756年），熙良長子，襲封順承郡王，官至正黃旗漢軍都統、左宗正，諡恭。
- 高祖母：沙濟富察氏，一等公散秩大臣傅文之女，泰斐英阿嫡福晉。
- 曾祖父：順承慎郡王恒昌（1753年—1778年），泰斐英阿四子，襲封順承郡王，諡慎。
- 曾祖母：馬佳氏，護軍校馬三泰之女，恒昌庶福晉。
- 祖父：順承簡郡王倫柱（1772年—1823年），襲封順承郡王，官宗室總族長、十五善射，諡簡。
- 祖母：曹氏，曹達善之女，倫柱妾。

### 父母
- 父：春岱（1818年—1883年），考封奉恩將軍，官至保定城守尉。
- 嫡母：吳佳氏，郎中嵩慶之女。
- 生母：吳佳氏，嵩慶之女，春岱繼妻。

### 兄弟
慶恕排行第二，有一兄、二弟。
- 謙崇（1846年—1869年），嫡吳佳氏所生，廕生。娶蘇完瓜爾佳氏，馬蘭鎮總兵景霖之女。
- 慶愈（1867年—？年），繼吳佳氏所生，光緒十五年己丑恩科文舉人，官吏部主事、民政部候補主事。娶文氏，文俊之女。
- 慶慜（1879年—1907年），繼文佳氏所生，閒散。

### 妻室
- 嫡妻：馬佳氏，佐領恩啟之女。

### 子嗣
慶恕育有二子。
- 清祜（清福，1892年—1930年），嫡馬佳氏所生，八品廕生，候補筆帖式，高等中學堂肄業，民國六年襲奉恩將軍。娶特莫忒沁氏，恒謙之女。
- 清蔭（1896年—？年），嫡馬佳氏所生，廕生，額外筆帖式。娶他塔喇氏，瑞林之女。